# Дамды (Костанайская область)
Дамды (каз. Дәмді ауылы) — аул в Наурзумском районе Костанайской области Казахстана. Административный центр Дамдинского сельского округа. Код КАТО — 395837100.

## Население
В 1999 году население аула составляло 990 человек (487 мужчин и 503 женщины). По данным переписи 2009 года, в ауле проживало 726 человек (358 мужчин и 368 женщин).